# São João de Meriti
São João de Meriti is een Braziliaanse stad en gemeente in de deelstaat Rio de Janeiro en maakt deel uit van de Baixada Fluminense in  de grootstedelijke mesoregio Regio de Janeiro. Bij de volkstelling van 2022 had  São João de Meriti 440.962 inwoners.
De stad is een cultureel centrum en is een belangrijke productieplaats van jeans. Sinds 1947 is het een zelfstandige gemeente. São João de Meriti ligt op 20 km van de stad Rio de Janeiro.

## Aangrenzende gemeenten
De gemeente grenst aan Belford Roxo, Duque de Caxias, Mesquita, Nilópolis en Rio de Janeiro.

## Geboren in São João de Meriti
- Humberto Barbosa Tozzi, "Humberto" (1934-1980), voetballer

## Galerij

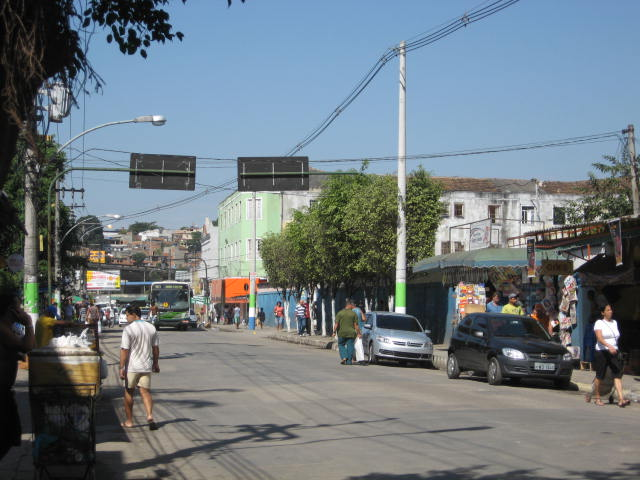
Avenida Automóvel Clube
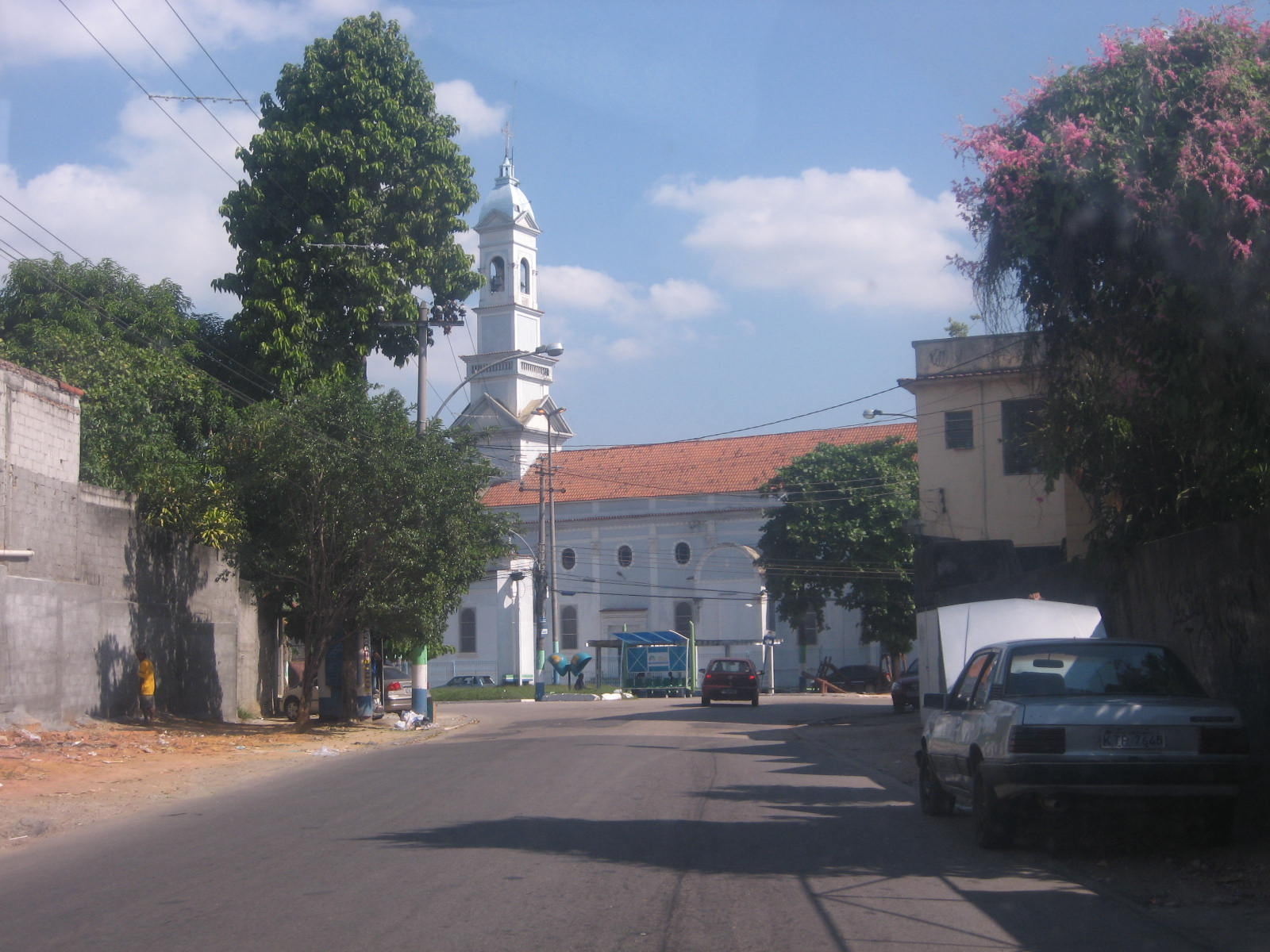
Agostinho Porto
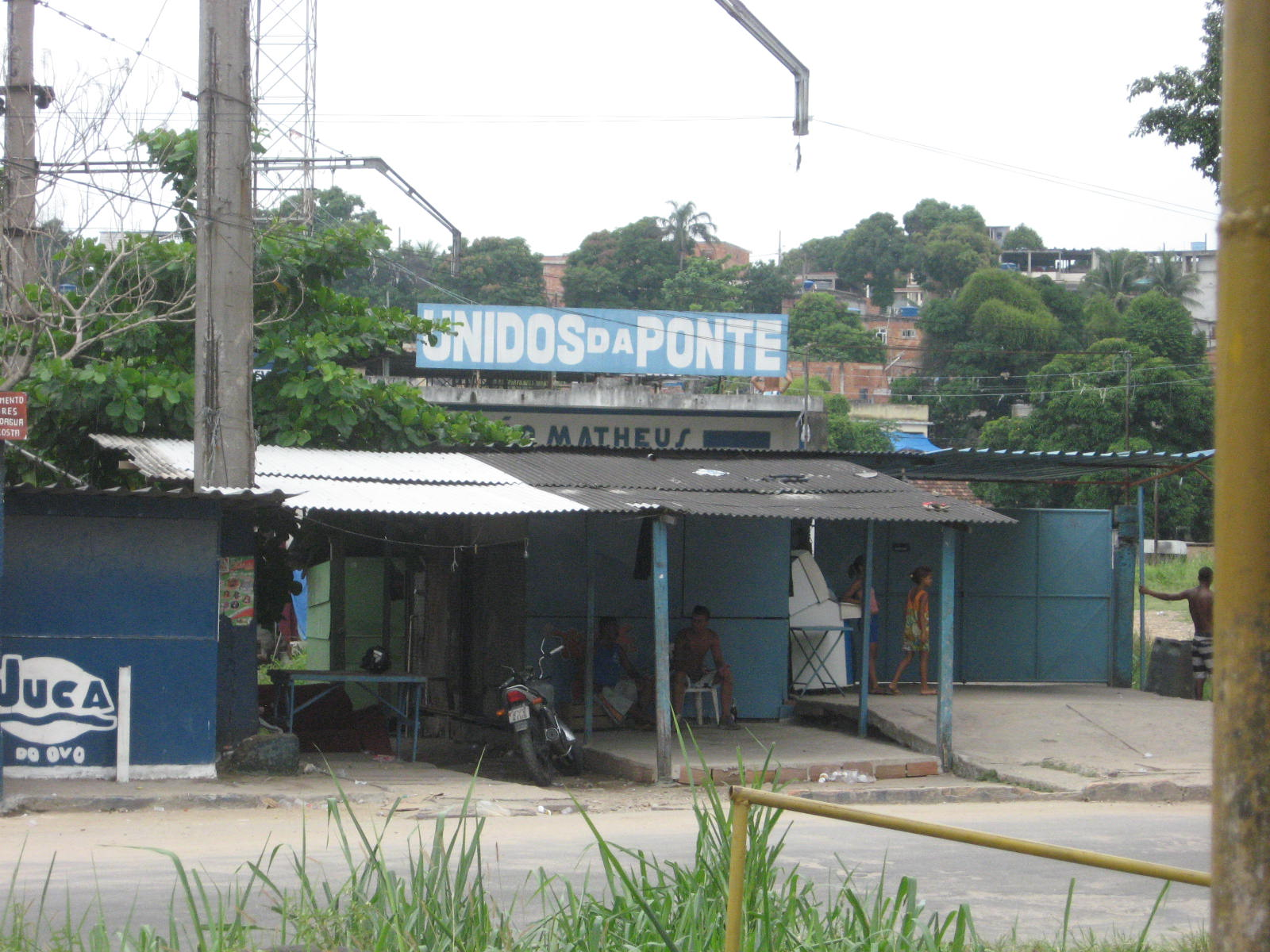
Unidos da Ponte
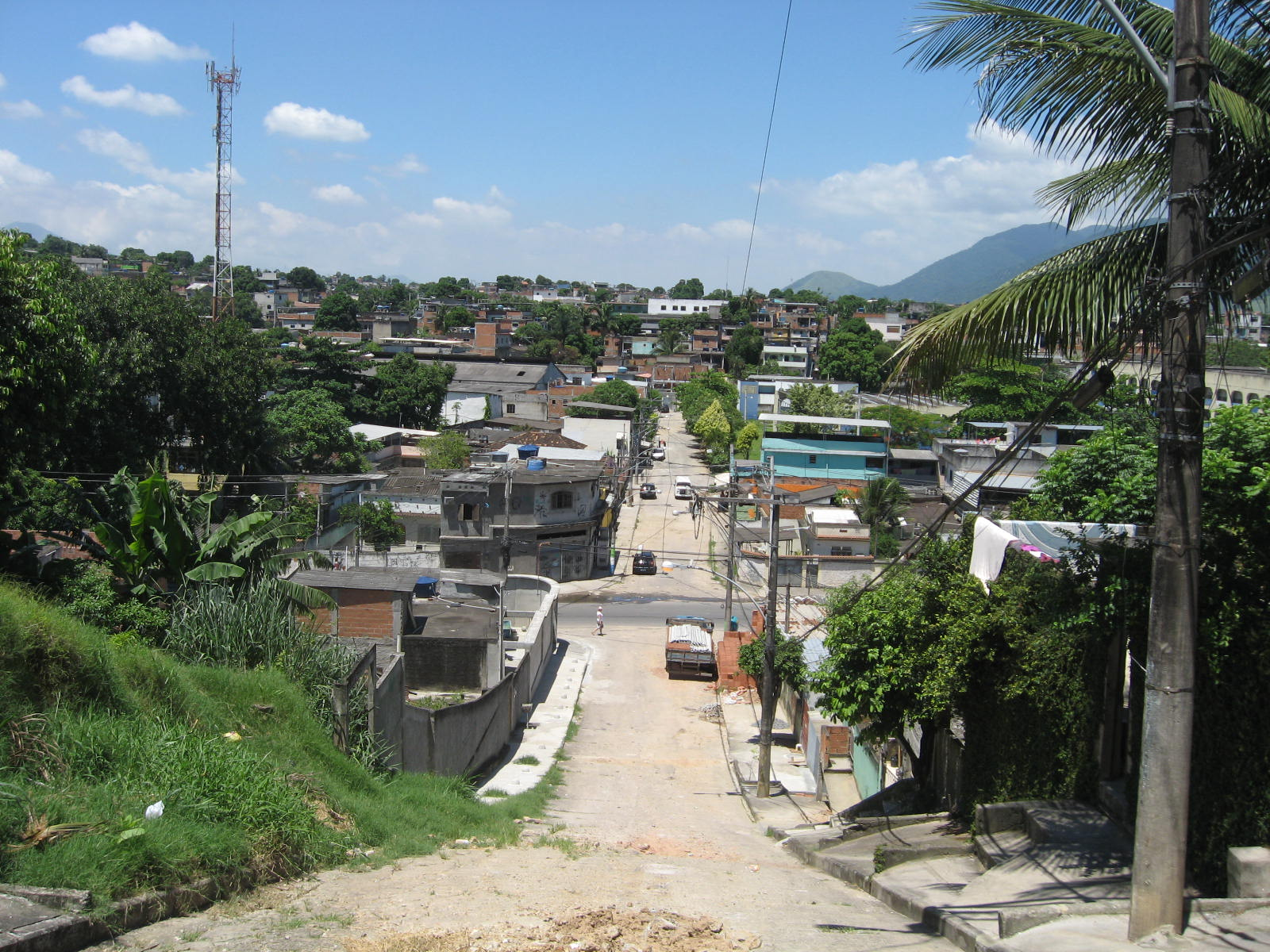
Vila Tiradentes